# Uusilahti
Uusilahti är en sumpmark i Finland.  Den ligger i Karleby i landskapet Mellersta Österbotten, i den centrala delen av landet, 400 km norr om huvudstaden Helsingfors.